# Skid Row (рок-гурт)
Skid Row — ірландський блюз-рок гурт.
Утворений 1968 року в Дубліні молодим гітаристом Гері Муром (Gary Moore; 4.04.1952, Белфаст, Північна Ірландія — 6.02.2011, Естепона, Іспанія). До першого складу також ввійшли: Філ Лайнотт (Phil Lynott; 20.08.1951, Дублін, Ірландія — 4.01.1986, Солсбері, Велика Британія) — вокал, бас; Ерік Белл (Eric Bell; 3.09.1947, Белфаст, Північна Ірландія) — гітара та Брайн Дауні (Brian Downey; 27.01.1951, Дублін, Ірландія) — ударні.
У такому складі Skid Row проіснувала майже рік, однак коли Лайнотт, Белл та Дауні вирішили утворити Thin Lizzy, новими співробітниками Гері Мура стали Бренден «Браш» Шілс (Brendan «Brush» Shiels) — бас, вокал та Ноллай «Ноел» Бріджмен (Nollaig «Noel» Bridgeman) — ударні, вокал. Два видані 1969 року в Ірландії фірмою «Song» сингли «New Places Old Faces» та «Saturday Morning Man» забезпечили наступного року контракт у Британії з «CBS Records».
Також Skid Row виявились непоганим концертним видовищем, а турне Європою та Америкою поряд з Blodwyn Pig, Stone The Crows, Savoy Brown та Canned Heat давало надію на хороше майбутнє. Альбоми гурту, на яких він запропонував цікавий репертуар, поєднавши рок, блюз і джаз, також були популярними, але слава Мура, як винахідливого та всебічно розвиненого гітариста, обмежувалась творчими рамками гурту. Тому не дивно, що 1971 року Мур вирішив залишити Skid Row і, попрацювавши з фолк-роковою формацією Dr.Strangely Strange, 1972 року утворив власну The Gary Moore Band. Новий гітарист Пол Чепмен (Paul Chapman) виявився гідним свого попередника, однак творчий розмах Skid Row почав слабнути і через рік після виходу Мура тріо припинило свою діяльність. Надалі Шілс неодноразово намагався реанімувати групу, але з цього так нічого й не вийшло, а Чепмен здобув популярність завдяки співпраці з UFO.

## Дискографія
- 1970: Skid
- 1971: 34 Hours
- 1976: Alive & Kicking
- 1987: Skid Row
- 1995: Moore, Shiels & Bridgeman